# Zilvermonarch
De zilvermonarch (Myiagra rubecula) is een zangvogel uit de familie Monarchen (monarchen) die voorkomt in Australië en Nieuw-Guinea.

## Kenmerken

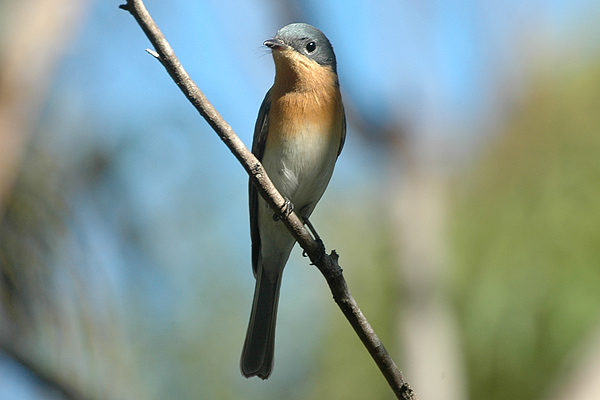
Vrouwtje

De vogel is ongeveer 14 tot 16,5 cm lang. Het mannetje is onmiskenbaar, glanzend grijsblauw van boven, op de kop en op de borst en helder wit op de buik. Op de kop heeft het blauw van het mannetje een groenachtige glans. Het vrouwtje is dofgrijs gekleurd en op de borst is ze bleek kaneelkleurig bruin.

## Verspreiding en leefgebied
De zilvermonarch komt voor in het noorden en oosten van Australië en in het zuiden en zuidoosten van Nieuw-Guinea, speciaal in Milne Bay (Papoea-Nieuw-Guinea) en (zelden) als dwaalgast in het Indonesische westelijke deel tot Vogelkop. De soort telt zes ondersoorten:
- M. r. sciurorum: D'Entrecasteaux-eilanden en de Louisiaden.
- M. r. papuana: zuidelijk en zuidoostelijk Nieuw-Guinea en de eilanden in de Straat Torres.
- M. r. concinna: noordwestelijk en noordelijk-centraal Australië.
- M. r. okyri: Kaap York.
- M. r. yorki: noordoostelijk en oostelijk Australië.
- M. r. rubecula: zuidoostelijk Australië.

Het is een plaatselijk redelijk algemene vogel van dicht bos of struikgewas in de buurt van water of langs zeekusten, maar ook wel in half open landschappen en zelfs savanne, meestal in laagland tot 500 m boven de zeespiegel.

## Status
De zilvermonarch heeft een enorm groot verspreidingsgebied en daardoor alleen al is de kans op de status kwetsbaar (voor uitsterven) uiterst gering. De grootte van de populatie is niet gekwantificeerd, maar is stabiel. Om deze redenen staat deze monarch als niet bedreigd op de Rode Lijst van de IUCN.